# Europs (animal)
Europs es un género de coleóptero de la familia Monotomidae.

## Especies
Las especies de este género son:
- Europs alutacea
- Europs amabilis
- Europs apicalis
- Europs bilineatus
- Europs birmanica
- Europs brevis
- Europs calognathus
- Europs chilensis
- Europs cognatus
- Europs corticinus
- Europs crenicollis
- Europs depressus
- Europs diffusus
- Europs discedens
- Europs duplicatus
- Europs euplectoides
- Europs fallax
- Europs fervida
- Europs flavidus
- Europs foveicollis
- Europs frontalis
- Europs frugivorus
- Europs germari
- Europs gestroi
- Europs horni
- Europs illaesus
- Europs impressicollis
  - Europs impressicollis hierroensis
  - Europs impressicollis impressicollis
  - Europs impressicollis palmensis
- Europs impressus
- Europs indica
- Europs kolbei
- Europs longulus
- Europs luridipennis
- Europs maculatus
- Europs mariae
- Europs multipunctatus
- Europs nanus
- Europs obtusus
- Europs oxytela
- Europs pallipennis
- Europs pumilio
- Europs raffrayi
- Europs rhizophagoides
- Europs simplex
- Europs sordidus
- Europs striatulus
- Europs sulcicollis
- Europs temporis
- Europs vicinus
- Europs wollastoni
- Europs zonatus